# سیارک ۳۷۷۵
سیارک ۳۷۷۵ (به انگلیسی: 3775 Ellenbeth، نامگذاری:1931TC4) سه هزار و هفتصد و هفتاد و پنجمین سیارک کشف شده‌است که در ۶ اکتبر ۱۹۳۱ کشف شد.
قدر مطلق سیارک برابر ۱۲٫۸۰ است.